# Flerårig hør
Flerårig hør (Linum perenne) er en spinkel staude med en åben, næsten græsagtig vækst. 

## Beskrivelse
Fra rodstokken dannes i foråret en række oprette til overhængende, meget tynde skud. Bladene er små og lancetformede. Randen er hel og begge sider af bladet er lyst grågrønne. Ved spidsen af hvert skud dannes der en stand af lyseblå blomster, som springer ud på skift i perioden juli-september. Frøene kan godt modnes her i landet, men planteskoleplanter er sterile.
Planten har en kraftig rodstok, som bærer de slanke skud, og desuden et tæt, dybtgående rodnet.
Højde x bredde og årlig tilvækst: 0,50 x 0,50 (selvsåede frøplanter ikke medregnet).

## Hjemsted
Flerårig hør er nært knyttet til tørre, solåbne græsstepper. Den forekommer fra Central- og Østeuropa til Lilleasien, hvor den er en del af vegetationen på regnfattig, lysåben bund med neutralt eller basisk pH. 
I Danmark findes den ikke vildtvoksende.

I sine centrale udbredelsesområder findes den i selskab med mange græsarter, først og fremmest hejrefjergræs, og desuden med alm. agermåne, soløje, bibernelle, fjernellike, flerårig brudeslør, knoldet mjødurt, opret kobjælde, småblomstret salvie og sølvpotentil og masser af forårsblomstrende løgvækster.
| Portal | Portal:Botanik |